# Лебедєв Андрій Володимирович (білоруський футболіст)
Андрій Володимирович Лебедєв (біл. Андрэй Уладзіміравіч Лебедзеў; нар. 1 лютого 1991, Вітебськ, Білоруська РСР) — білоруський футболіст, захисник клубу «Вітебськ». Виступав за молодіжну збірну Білорусі.

## Клубна кар'єра
Розпочав займатися футболом у дев'ять років, вихованець вітебської ДЮСШ, у дорослій команді міста дебютував 2008 року.
21 січня 2010 року підписав контракт із віденським «Рапідом», розрахований до літа 2013 року. Однак виступав за другу команду «Рапіда» в Регіональній лізі «Схід». У вище вказаному турнірі дебютував 2 квітня 2010 року в програному (0:1) поєдинку проти «Горна». Дебютним голом за аматорську команду відзначився 14 серпня 2010 року в програному (2:5) поєдинку першого раунду Кубку Австрії проти професіональної команди «Рапід» (Відень). На початку сезону 2011/12 року відданий у піврічну оренду до клубу Першої ліги «Лустенау 07». Сезон 2012/13 років провів в оренді у клубі першої ліги «Вієнна». Наприкінці сезону перейшов до «Ферсту» на повноцінний контракт. За підсумками сезону 2013/14 років «Вієнна» вилетів до Регіональної ліги. Наприкінці 201 року залишив команду.
У березні 2015 року після перегляду підписав контракт з новополоцьким «Нафтаном». У складі «Нафтана» почав грати в опорній зоні, виходив здебільшого з лави запасних. У січні 2016 року покинув Новополоцьк
Після відходу з «Нафтана» відправився на перегляд у «Динамо» (Мінськ), але до столичного клубу не підійшов. У підсумку повернувся до Вітебська і в лютому підписав контракт. На початку сезону вийходив на заміну, але незабаром закріпився в основному складі. У жовтні отримав травму, через яку до кінця сезону знову вийшов лише на заміну.
На початку грудня 2016 року перейшов до берестейського «Динамо», у якому грав під п'ятим номером. Швидко зарекомендував себе як основний центральний захисник «Динамо». 28 травня 2017 року виграв із клубом Кубок Білорусі у фіналі у солігорського «Шахтаря», забив один із післяматчевих пенальті (1:1, 10:9). У чемпіонаті команда посіла 4 місце, найкраще за останні 25 років, і вперше здобула путівку до Ліги Європи. Лебедєв зіграв 26 матчів у чемпіонаті та був капітаном у липневих матчах кваліфікації Ліги Європи 2017—18 з австрійським «Альтахом» (1:1, 0:6). Наприкінці року головним тренером став Сергій Ковальчук і Лебедєв став рідше потрапляти в основу. За результатами сезону 2017 року вболівальники визнали його найкращим захисником команди. У березні та травні 2018 року «Динамо-Берестя» двічі виграло у БАТЕ Суперкубок Білорусі та Кубок Білорусі, але у фіналах Лебедєв залишився у запасі. 13 липня 2018 року розірвав контракт із «Динамо-Берестя» за згодою сторін.
25 липня 2018 року підписав контракт із казахстанським клубом «Жетису», де швидко закріпився у стартовому складі. У сезоні 2019 року почав нерегулярно виходити на поле. 13 листопада 2019 року термін контракту з «Жетису» закінчився й футболіст залишив розташування команди. Спочатку міг перейти до «Шахтаря» з Караганди, але потім повернувся до «Вітебська» і, нарешті, 23 лютого 2020 року уклав новий контракт із «Жетису». З'являвся на полі рідко, часто залишався на лаві запасних.
У січні 2021 року підписав контракт із «Вітебськом».

## Кар'єра в збірній
Виступав за юнацьку збірну Білорусі в кваліфікаційних раундах чемпіонату Європи. Після цього грав за молодіжну збірну Білорусі.

## Політичні погляди
Підписали відкритий лист спортивних діячів країни, які підтримують діючу владу Білорусі після придушення народних протестів у 2020 році.

## Досягнення
«Динамо-Берестя»
- Кубок Білорусі
  -  Володар (2): 2016/17, 2017/18

- Суперкубок Білорусі
  -  Володар (1): 2018